# Ian Smith Quirós
Ian Rey Smith Quirós (Guápiles, Limón, Costa Rica, 6 de marzo de 1998) es un futbolista costarricense que juega como lateral derecho en el Sporting F.C de la Primera División de Costa Rica.

## Trayectoria

### Santos de Guápiles
Ian Smith se formó futbolísticamente en las divisiones inferiores del Santos de Guápiles, institución a la cual ingresó desde los siete años. Mantuvo siempre la constante de crecer en este ámbito y con perseverancia se ganó, diez años más tarde, un cupo para el equipo principal.
Debutó como profesional el 5 de abril de 2015, en el partido correspondiente a la jornada 17 del Campeonato de Verano, en condición de visita. Mediante la dirección técnica del uruguayo César Eduardo Méndez, el lateral entró de cambio por Argenis Fernández al minuto 79' en la victoria ajustada de 0-1. Posteriormente vio acción en dos encuentros más de la fase regular, pero no estuvo en la etapa eliminatoria en la que club fue derrotado por el Herediano.
Su buena presencia en la zona defensiva le permitió abrir un espacio en la nómina costarricense que disputó la Copa Mundial Sub-17 de 2015, por lo que solamente logró estar en cuatro partidos del Campeonato de Invierno. Habiendo enfrentado tres cotejos del siguiente torneo de liga, el Verano 2016, Ian sería fichado por el Hammarby IF de Suecia en condición de préstamo, con el antecedente de haber realizado una prueba en el club, sumado a las gestiones que le facilitó su agente.

### Hammarby IF
Smith fue parte del equipo Sub-21 desde su llegada. Debutó el 10 de abril y estuvo por 15 minutos en la victoria de su conjunto 1-2 sobre el IK Sirius juvenil. En total disputó catorce compromisos y brindó dos asistencias. Luego regresó al Santos debido a que la cesión había expirado.

### IFK Norrköping
El 5 de enero de 2018, se hace oficial la firma del jugador en el IFK Norrköping por tres años..

### L. D. Alajuelense
El 21 de mayo de 2020, regresa a Costa Rica y se hace oficial su fichaje en Alajuelense.

## Selección costarricense

### Categorías inferiores

#### Eliminatoria al Campeonato Sub-17 de Concacaf 2015
El 31 de octubre de 2014, Luis Fernando Fallas, entrenador de la Selección Sub-17 de Costa Rica, dio en conferencia de prensa la lista de 18 futbolistas que participarían en la Eliminatoria Centroamericana previa al Campeonato de Concacaf del año siguiente; en su nómina destacó la integración de Ian Smith. El 4 de noviembre fue la primera fecha de la triangular, en la cual su nación enfrentó al combinado de Belice en el Estadio Edgardo Baltodano. En esa oportunidad, el defensa fungió en la titularidad, y a pesar de iniciar perdiendo desde el primer minuto de partido, su selección logró dar vuelta el resultado y triunfar con cifras de 3-1. Cuatro días posteriores fue el encuentro ante El Salvador en el mismo escenario deportivo. El jugador alcanzó la totalidad de los minutos y la victoria de 2-1 aseguró el liderato del grupo A con 6 puntos y el pase directo a la competencia continental.

#### Campeonato Sub-17 de Concacaf 2015
Bajo la dirección técnica del argentino Marcelo Herrera, la categoría costarricense enfrentó el Campeonato Sub-17 de la Concacaf de 2015, competencia que se realizó en territorio hondureño. El 28 de febrero fue la primera fecha contra Santa Lucía en el Estadio Olímpico Metropolitano. Mediante los dobletes de sus compañeros Andy Reyes y Kevin Masis, su nación triunfó con cifras de goleada 0-4. La segunda jornada del torneo del área se efectuó el 3 de marzo ante Canadá, en el mismo escenario deportivo. El marcador concluyó en pérdida de 2-3. Tres días después su país volvería a ganar, siendo esta vez con resultado de 4-1 sobre Haití. El 9 de marzo se dio un triunfo 2-0 contra Panamá y tres días posteriores el empate a un tanto frente al combinado de México. Con este rendimiento, los costarricenses se ubicaron en la zona de repechaje y el 15 de marzo se llevó a cabo el compromiso por esta definición en el Estadio Francisco Morazán, donde su conjunto tuvo como adversario a Canadá. La victoria de 3-0 adjudicó la clasificación de su selección al Mundial Sub-17 que tomaría lugar ese mismo año.

#### Mundial Sub-17 de 2015
El director técnico de la selección Marcelo Herrera, dio la lista de convocados para el Campeonato Mundial de 2015, desarrollado en Chile. Anteriormente, su país enfrentó partidos amistosos contra conjuntos argentinos y el 6 de agosto se dio a conocer que estaría en el grupo E. El primer encuentro se realizó el 19 de octubre en el Estadio Municipal de Concepción frente a Sudáfrica; sus compañeros Kevin Masis y Andy Reyes anotaron para el triunfo de 2-1, mientras que Ian jugó los 90 minutos. Tres días después, su país tuvo el segundo cotejo contra Rusia en el mismo escenario deportivo; el empate a un gol prevaleció hasta el final. El 25 de octubre fue el último partido de la fase de grupos ante Corea del Norte en el Estadio Regional de Chinquihue; el marcador fue con derrota de 1-2. Según los resultados obtenidos en esta etapa, su país alcanzó el segundo lugar con 4 puntos y con esto, el pase a la ronda eliminatoria. El 29 de octubre se efectuó el juego de los octavos de final de la competencia, donde su selección enfrentó a Francia. Smith fue titular y la igualdad sin anotaciones provocó que esta serie se llevara a los lanzamientos desde el punto de penal, en la cual el 3-5 favoreció a los costarricenses, y logrando así su primera clasificación a cuartos de final desde que se estableció el actual formato. El 2 de noviembre se llevó a cabo el encuentro contra Bélgica, en el que su combinado perdió con marcador de 1-0, quedando eliminado.
| Mundial                     | Sede  | Resultado        |
| --------------------------- | ----- | ---------------- |
| Copa Mundial Sub-17 de 2015 | Chile | Cuartos de final |

#### Campeonato Sub-20 de Concacaf 2017
El representativo costarricense Sub-20, para el Campeonato de la Concacaf de 2017, se definió oficialmente el 10 de febrero. En la lista de convocados que dio el director técnico Marcelo Herrera se incluyó al defensor. El primer partido fue el 19 de febrero en el Estadio Ricardo Saprissa, donde su combinado enfrentó a El Salvador. En esta oportunidad, Smith fue titular, mientras que el resultado concluyó con la derrota inesperada de 0-1. La primera victoria de su país fue obtenida tres días después en el Estadio Nacional, con marcador de 1-0 sobre Trinidad y Tobago, y el anotador fue su compañero Randall Leal por medio de un tiro libre. El 25 de febrero, en el mismo escenario deportivo, la escuadra costarricense selló la clasificación a la siguiente ronda como segundo lugar tras vencer con cifras de 2-1 a Bermudas. El 1 de marzo, su conjunto perdió 2-1 contra Honduras, y dos días después empató a un tanto frente a Panamá. Con este rendimiento, la selección de Costa Rica quedó en el segundo puesto con solo un punto, el cual fue suficiente para el avance a la Copa Mundial que tomaría lugar en Corea del Sur. Estadísticamente, el defensor acumuló 360 minutos de acción en un total de cuatro juegos disputados.

#### Mundial Sub-20 de 2017
Durante la conferencia de prensa dada por el entrenador Marcelo Herrera, el 28 de abril, se hizo oficial el anuncio de los 21 futbolistas que tuvieron participación en la Copa Mundial Sub-20 de 2017 con sede en Corea del Sur. En la lista apareció el defensa Ian Smith, siendo este su segundo torneo del mundo después de su actuación con la Sub-17 en 2015.
El compromiso que dio inicio con la competición para su país fue ejecutado el 21 de mayo en el Estadio Mundialista de Jeju, donde tuvo como contrincante a Irán. El defensa estuvo 88 minutos en la derrota inesperada de 1-0. En el mismo recinto deportivo se disputó el segundo juego contra Portugal, esto tres días después. Aunque su escuadra empezó con un marcador adverso, su compañero Jimmy Marín logró igualar las cifras, mediante un penal, para el empate definitivo a un tanto. La primera victoria para su grupo fue el 27 de mayo ante Zambia en el Estadio de Cheonan, de manera ajustada con resultado de 1-0 cuyo anotador fue Jostin Daly. El rendimiento mostrado por los costarricenses les permitió avanzar a la siguiente fase como mejor tercero del grupo C con cuatro puntos. El 31 de mayo fue el partido de los octavos de final frente a Inglaterra, en el Estadio Mundialista de Jeonju. Para este cotejo, su nación se vería superada con cifras de 2-1, insuficientes para trascender a la otra instancia. Por otra parte, el zaguero contabilizó 286 minutos de acción en cuatro apariciones.
| Mundial                     | Sede          | Resultado        |
| --------------------------- | ------------- | ---------------- |
| Copa Mundial Sub-20 de 2017 | Corea del Sur | Octavos de final |

#### Preolímpico de Concacaf de 2020
El 10 de marzo de 2021, Smith fue incluido en la lista final del entrenador Douglas Sequeira, para enfrentar el Preolímpico de Concacaf con la Selección Sub-23 de Costa Rica. El 18 de marzo arrancó como titular y completó la totalidad de los minutos frente a Estados Unidos en el Estadio Jalisco, donde se dio la derrota por 1-0. Tres días después repitió su rol de estelar ante México en el Estadio Akron, y en esta ocasión vio otra vez la derrota de su conjunto por 3-0. Este resultado dejó fuera a la selección costarricense de optar por un boleto a los Juegos Olímpicos de Tokio. Para el partido del 24 de marzo contra República Dominicana dejó la concentración para unirse a la selección absoluta.
| Torneo                       | Sede   | Resultado      |
| ---------------------------- | ------ | -------------- |
| Preolímpico de Concacaf 2020 | México | Fase de grupos |

### Selección absoluta
El 15 de marzo de 2018, Ian recibió su primera convocatoria oficial en la selección absoluta costarricense, al ser llamado por el entrenador Óscar Ramírez para disputar una gira de amistosos en Europa. En el partido celebrado en Glasgow contra el combinado de Escocia, Smith logró su debut al ingresar de cambio en el minuto 75' por Cristian Gamboa, portando la dorsal «4» en la victoria ajustada por 0-1. Cuatro días después quedó en la suplencia en la derrota 1-0 ante Túnez en el Allianz Riviera de territorio francés.

#### Mundial 2018
El 14 de mayo de 2018, se anunció en conferencia de prensa del entrenador de la selección Óscar Ramírez, el llamado de los veintitrés futbolistas que harían frente al Mundial de Rusia, lista en la cual Smith quedó dentro del selecto grupo ante la lesión de último momento de José Salvatierra. Antes del certamen global, el 3 de junio enfrentó el partido de despedida en condición de local contra Irlanda del Norte en el Estadio Nacional. Ian entró de cambio al minuto 62' por Cristian Gamboa en la victoria cómoda por 3-0. El 7 de junio vio acción por 19 minutos en la derrota de su nación con cifras de 2-0 ante Inglaterra en el Elland Road. Cuatro días después, estuvo presente en el amistoso celebrado en Bruselas contra Bélgica (revés 4-1).
El defensa permaneció en la suplencia en el juego inaugural de su selección en la Copa Mundial el 17 de junio de 2018 contra el equipo de Serbia en el Cosmos Arena de Samara, donde se presentó la derrota ajustada por 0-1. El 22 de junio, con la pérdida de 2-0 frente a Brasil, su país se quedaría sin posibilidades de avanzar a la siguiente ronda del torneo de manera prematura. Debutó oficialmente el 27 de junio en el Estadio de Nizhni Nóvgorod ante Suiza al reemplazar a Cristian Gamboa en el tiempo de reposición del empate 2-2.
| Mundial              | Sede  | Resultado      |
| -------------------- | ----- | -------------- |
| Copa Mundial de 2018 | Rusia | Fase de grupos |

El 28 de agosto de 2018, Ian fue incluido en la lista de convocados de la selección costarricense por el entrenador interino Ronald González, como parte de la nueva generación de futbolistas que enfrentarían una serie de juegos amistosos en el continente asiático. El 7 de septiembre, en el partido contra Corea del Sur en el Estadio de Goyang, el defensor aguardó desde el banquillo y vio la pérdida de su combinado con cifras de 2-0. El 11 de septiembre, para el fogueo frente a Japón celebrado en la ciudad de Suita, Smith fue titular y completó la totalidad de los minutos. Su selección terminó con la derrota por 3-0.
El 4 de octubre de 2018, en rueda de prensa del director técnico Ronald González, se hizo el llamado de Smith para disputar los fogueos de la fecha FIFA del mes. El primer duelo se realizó el 11 de octubre en el Estadio Universitario de Monterrey, en donde su combinado enfrentó al conjunto de México. El defensa entró de cambio por Cristian Gamboa al minuto 85' y su país perdió con marcador de 3-2. Para el cotejo del 16 de octubre contra el equipo de Colombia en el Red Bull Arena en territorio estadounidense, el equipo Tico cedió el resultado tras caer derrotado con cifras de 1-3.
El 8 de noviembre de 2018, entró en la lista del técnico González para efectuar los últimos partidos amistosos del año. Tuvo 87 minutos de participación en el compromiso celebrado el 16 de noviembre contra Chile en el Estadio El Teniente, donde su selección consiguió la victoria por 2-3. Smith no pudo recuperarse de un golpe en su pierna derecha y quedó en el banco de suplentes en el triunfo con el mismo marcador sobre Perú.
El 14 de marzo de 2019, el jugador recibe su primera convocatoria de la selección en el nuevo proceso dirigido por Gustavo Matosas, para afrontar un par de partidos amistosos del mes. El 22 de marzo, en el partido contra Guatemala (pérdida 1-0) en el Estadio Doroteo Guamuch, el defensor alcanzó la totalidad de los minutos. Para el compromiso de cuatro días después ante Jamaica en el Estadio Nacional, Ian entró de cambio por Keysher Fuller al minuto 72' y el marcador finalizó en victoria ajustada por 1-0.

## Clubes
| Club                   | País       | Año         |
| ---------------------- | ---------- | ----------- |
| Santos de Guápiles     | Costa Rica | 2015 - 2016 |
| Hammarby IF (Préstamo) | Suecia     | 2016        |
| Santos de Guápiles     | Costa Rica | 2017 - 2018 |
| IFK Norrköping         | Suecia     | 2018 - 2020 |
| L. D. Alajuelense      | Costa Rica | 2020 - 2022 |
| Sporting F.C           | Costa Rica | 2022 - Act  |

## Palmarés

### Títulos nacionales
| Título                         | Club              | País       | Año  |
| ------------------------------ | ----------------- | ---------- | ---- |
| Primera División de Costa Rica | L. D. Alajuelense | Costa Rica | 2020 |

### Títulos internacionales
| Título        | Club              | Sede       | Año  |
| ------------- | ----------------- | ---------- | ---- |
| Liga Concacaf | L. D. Alajuelense | Costa Rica | 2021 |

### Distinciones individuales
| Distinción                                       | Año  |
| ------------------------------------------------ | ---- |
| Mejor jugador Sub-21 del Torneo de Apertura 2017 | 2018 |